# Bay of Burland
Bay of Burland är en vik i Storbritannien.   Den ligger i kommunen Orkneyöarna och riksdelen Skottland, i den norra delen av landet, 900 km norr om huvudstaden London. Bay of Burland ligger på ön Papa Westray.